# Ефименко, Владимир Петрович
Влади́мир Петро́вич Ефиме́нко (2 сентября 1953, Капустин Яр, Астраханская область — 28 декабря 2020) — советский и российский эстрадный певец и исполнитель, солист вокально-инструментального ансамбля «Лейся, песня».

## Биография
Влади́мир Петро́вич Ефиме́нко родился в 2 сентября 1953 года в трудовой семье, отец Пётр Васильевич Ефименко всю трудовую деятельность проработал водителем в военном госпитале полигона Капустин Яр, мать Елизавета Кирилловна все трудовые годы проработала в одной из воинских частей полигона Капустин Яр.
Школьные годы прошли в селе Капустин Яр в 1961—1969 годах в восьмилетней школе № 21, а в 1969—1971 годах в средней школе № 12, в школе занимался спортом и художественной самодеятельностью, тогда же впервые взял в руки гитару.
В 1971-1974 годах учёба в «Астраханском мореходном училище». В эти же годы принимал участие в курсантском ансамбле «Сириус», солист вокалист, гитарист.
В 1974-1975 годах солист вокалист, гитарист вокально-инструментальный ансамбль «Вестники», г. Керчь.
В 1975-1976 годах солист вокалист, гитарист ВИА «Вита-70», г. Элиста.
В 1976 году солист вокалист, гитарист ВИА «Оптимист» Ставропольской филармонии, затем короткое время работы в ВИА «Шестеро молодых». В конце года приглашён артистом солистом-вокалистом в ВИА «Ива», Краснодарская краевая филармония.
В октябре 1977 года был принят солистом-вокалистом в вокально-инструментальный ансамбль «Лейся, песня» под руководством Михаила Шуфутинского, Виталия Кретюка, где и проработал до 1981 года, пока вместе с Владиславом Андриановым и Юрием Захаровым не покинул коллектив.
Является первым исполнителем (автор исполнения) песен впоследствии ставшими шлягерами «Обручальное кольцо», «Родная земля», «Прощай», «Где же ты была», «Вот увидишь» и многих других.
С 1981 года и по 28 декабря 2020 года Владимир Ефименко осуществлял концертную деятельность в городах России и в странах СНГ. Как артист-исполнитель, выступал в составе «золотого состава» вокально-инструментального ансамбля «Лейся, песня» совместно с Мариной Школьник (вокал), Анатолием Мешаевым (вокал, тромбон), Владимиром Калмыковым (вокал, труба). Ансамбль был одним из ведущих коллективов Советского Союза: пластинки группы разошлись по всему СССР тиражом более 3 млн экземпляров.
14 ноября 2020 года, на телеканале «Звезда» в рамках проекта «Легенды музыки» вышел документальный фильм о ВИА «Лейся, песня» с участием Владимира Ефименко.
Являлся членом Общероссийской общественной организации «Общество по коллективному управлению смежными правами „Всероссийская Организация Интеллектуальной Собственности“» (ВОИС).
Скончался 28 декабря 2020 года от коронавируса.

## Награды и премии
- Лауреат премии «Ленинского Комсомола Кузбасса»
- Лауреат I-й премии II-го Всероссийского конкурса исполнителей советской песни Сочи-1978[7]

### Награды
- Медаль «Участнику военной операции в Сирии» (Министерство обороны России, 2019)
- Медаль «За возвращение Крыма»
- Медаль «200 лет ВВ МВД РФ» (Российская Федерация)

## Творчество

### Песни и грампластинки
В составе ВИА «Лейся, песня» в 1977—1981 годах записал песни на фирме «Мелодия».
- Белая черёмуха — муз. В. Добрынин — сл. А. Жигарев — исп. Анна Герман и ВИА «Лейся, песня» (1977)
- Троллейбус — муз. Б. Рычков — сл. Н. Олев — исп. ВИА «Лейся, песня» (1977)
- Я вижу тебя — муз. И. Якушенко — сл. Л. Ошанин — исп. ВИА «Лейся, песня» (1977)
- Наше лето — муз. Б. Рычков сл. Л. Дербенёв — исп. ВИА «Лейся, песня» (1977)
- Добрый ветер — муз. Б. Рычков — сл. И. Шаферан — исп. ВИА «Лейся, песня» (1977)
- Вечной дружбы огонь — муз. А. Днепров — сл. В. Харитонов — исп. ВИА «Лейся, песня» (1977)
- Нам с тобой по пути — муз. Р. Майоров — сл. Д. Усманов — исп. ВИА «Лейся, песня» (1978)
- Около дома — муз. И. Якушенко — сл. Я. Гальперин — исп. ВИА «Лейся, песня» (1978)
- Как мы любили (в народе — «Качается вагон») — муз. В. Добрынин — сл. И. Шаферан — исп. ВИА «Лейся, песня» (1978)
- Родная Земля — муз. В. Добрынин — сл. Л. Дербенёв — исп. ВИА «Лейся, песня» (1978)
- Вот увидишь — муз. В. Добрынин — сл. И. Шаферан — исп. ВИА «Лейся, песня» (1978)
- Где же ты была — муз. В. Добрынин — сл. Л. Дербенёв — исп. ВИА «Лейся, песня» (1978)
- Ты всех нужней — муз. В. Добрынин — сл. И. Кохановский — исп. ВИА «Лейся, песня» (1978)
- Есть на севере хороший городок — муз. Т. Хренников — сл. В. Гусев — исп. ВИА «Лейся, песня» (1978)
- Танго прощенья — муз. В. Мигуля — сл. И. Кохановский — исп. ВИА «Лейся, песня» (1978)
- Я или он — муз. Ю. Незнамов — сл. Н. Олев — исп. ВИА «Лейся, песня» (1978)
- Самая красивая — муз. В. Добрынин — сл. М. Рябинин — исп. ВИА «Лейся, песня» (1978)
- Андрей Петрович — муз. В. Добрынин — сл. М. Шабров — исп. ВИА «Лейся, песня» (1978)
- Вечер — муз. В. Добрынин — сл. А. Хайт — исп. ВИА «Лейся, песня» (1978)
- История с географией — муз. В. Шаинский — сл. Б. Салибов — исп. ВИА «Лейся, песня» (1978)
- Никогда не пойму — муз. В. Добрынин — сл. Л. Дербенёв — исп. ВИА «Лейся, песня» (1978)
- Шире круг — муз. В. Добрынин — сл. Л. Дербенёв — исп. ВИА «Лейся, песня» (1979)
- Белка в колесе — муз. В. Кретов — сл. Л. Дербенёв, И. Шаферан — исп. ВИА «Лейся, песня» (1979)
- Давайте праздновать любовь — муз. В. Добрынин — сл. И. Шаферан — исп. ВИА «Лейся, песня» (1980)
- Всё не так — муз. В. Добрынин — сл. С. Островой — исп. ВИА «Лейся, песня» (1980)
- Зелёные глаза — муз. В. Добрынин — сл. В. Гин — исп. ВИА «Лейся, песня» (1980)
- Рыжая метелица — муз. В. Добрынин — сл. М. Пляцковский — исп. ВИА «Лейся, песня» (1980)
- Не отвечай — муз. В. Кретов — сл. М. Пляцковский — исп. ВИА «Лейся, песня» (1980)
- Обручальное кольцо — муз. В. Шаинский — сл. М. Рябинин — исп. ВИА «Лейся, песня» (1980)
- Я так и знал — муз. В. Добрынин — сл. М. Рябинин — исп. ВИА «Лейся, песня» (1980)
- День за днем — муз. В. Добрынин — сл. Л. Дербенёв — исп. ВИА «Лейся, песня» (1980)
- Конопатая девчонка — муз. Б. Савельев — сл. М. Пляцковский — исп. ВИА «Лейся, песня» (1980)
- Не могу без тебя — муз. В. Добрынин — сл. С. Островой — исп. ВИА «Лейся, песня» (1980)
- Так песня начинается — муз. В. Добрынин — сл. С. Островой — исп. ВИА «Лейся, песня» (1980)
- Зачем переживаешь — муз. В. Добрынин — сл. Ю. Бодров — исп. ВИА «Лейся, песня» (1980)
- Двойка за весну — муз. В. Добрынин — сл. М. Пляцковский — исп. ВИА «Лейся, песня» (1980)
- Не может быть — муз. В. Добрынин сл. М. Пляцковский — исп. ВИА «Лейся, песня» (1980)
- Уравнение любви — муз. Л. Гарин — сл. Н. Олев — исп. ВИА «Лейся, песня» (1980)
- Твои глаза — муз. Р. Рычков — сл. Т. Галиева — исп. ВИА «Лейся, песня» (1980)

### Видео
- 18 августа 2014 год — Артисты ВИА «Лейся, песня» в гостях у В. Глазунова в программе «Рождённые в СССР»
- 24 сентября 2014 год — Артисты ВИА «Лейся, песня» и художественный руководитель М. Шуфутинский (1976-1980 года). Встреча друзей

1. «Начало». Часть 1
2. «Мы жили одной жизнью…». Часть 2
3. «Для меня ВИА „Лейся, песня“ — это свобода». Часть 3
4. «Нам помогали…». Часть 4
5. «Идея песен…». Часть 5
6. «Шлягер определяла публика…». Часть 6
7. «Работа с репертуаром…». Часть 7
8. «Нельзя присвоить чужое творчество!». Часть 8

- 21 мая 2015 год — Артисты ВИА «Лейся, песня» в гостях у «MusicBoxTV»
- 12 июля 2016 год — Артисты ВИА «Лейся, песня» в гостях у «MusicBoxTV»
- 22 ноября 2016 год — Артисты ВИА «Лейся, песня» в программе «Пионерское шоу», канал «ТВ-8»
- 10 январь 2018 год — Артисты ВИА «Лейся, песня» в гостях у В. Глазунова в программе «Рождённые в СССР»
- 20 января 2018 год — Артисты ВИА «Лейся, песня» приняли участие в программе «Сегодня вечером», на Первом канале. «ВИА эпохи СССР». Выпуск от 20.01.2018
- 8 апреля 2018 год — «Песня с историей»: «Обручальное кольцо» — Москва 24
- 19 мая 2018 год — Артисты ВИА «Лейся, песня» поздравили Михаила Шуфутинского с юбилеем в программе «Сегодня вечером», на Первом канале. «Легенды шансона». Выпуск от 19.05.2018
- 28 октября 2018 год — «Песня с историей»: «Кто тебе сказал» — Москва 24
- 3 ноября 2018 год — Артисты ВИА «Лейся, песня» интервью РАДИО РОССИИ Часть 1
- 3 ноября 2018 год — Артисты ВИА «Лейся, песня» интервью РАДИО РОССИИ Часть 2
- 9 августа 2019 год — Артисты ВИА «Лейся, песня» в программе «Настроение», на ТВЦ. «„Обручальное кольцо“ для всех молодожёнов». Выпуск от 19.08.2019
- 22 февраля 2020 год — Артисты ВИА «Лейся, песня» приняли участие в программе «Привет, Андрей!», на ТВ Россия 1."Хиты 1970-х". Выпуск от 22.02.2020

## Воспоминания
- О ВИА «Лейся, песня»:

«…Какими словами описать и сравнить чувства, которые я испытал в начале октября 1977 года, когда приехал на прослушивание на базу „Лейся, песня“ на Варшавке в Москве, с тем, что я испытываю сейчас, в конце января 2015? Представьте состояние парнишки, стоящего на одной сцене с Евгением Поздышевым (труба), Анатолием Куликовым (тромбон), Сергеем Левиновским (сакс, гобой), Владимиром Заседателевым (барабаны), Юрием Захаровым, Владиславом Андриановым. Очень долго я не мог считать себя полноправным участником „Лейся, песня“. Не подумайте, что это кокетство с моей стороны. Видимо, это чувство было от того, что я „перепевал“ репертуар, записанный и „обкатанный“ до меня. А вот когда мы начали петь на концертах песни в устоявшемся коллективе, тогда почувствовал себя настоящим „лейсяпесневцем“. Я имею в виду устоявшийся состав Михаила Шуфутинского. Тот состав, который в 1978 году стал обладателем 1-й премии на конкурсе „Сочи-78“, который все знают по нашим фото, шлягерам. Знаете, не бывает экс-чемпионов Олимпийских игр. Это звание человеку даётся один раз на всю жизнь. Мне кажется, в нашем случае то же самое…»— Владимир Ефименко (из интервью газете АИФ)
.
- О конкурсе «Сочи-78»:

«…Что творилось в зале, когда мы закончили исполнять песню „Родная земля“, надо было видеть! Даже Алла ПУГАЧЕВА в боковой ложе аплодировала стоя, подняв руки над головой…»— Владимир Ефименко (из интервью газете АИФ)

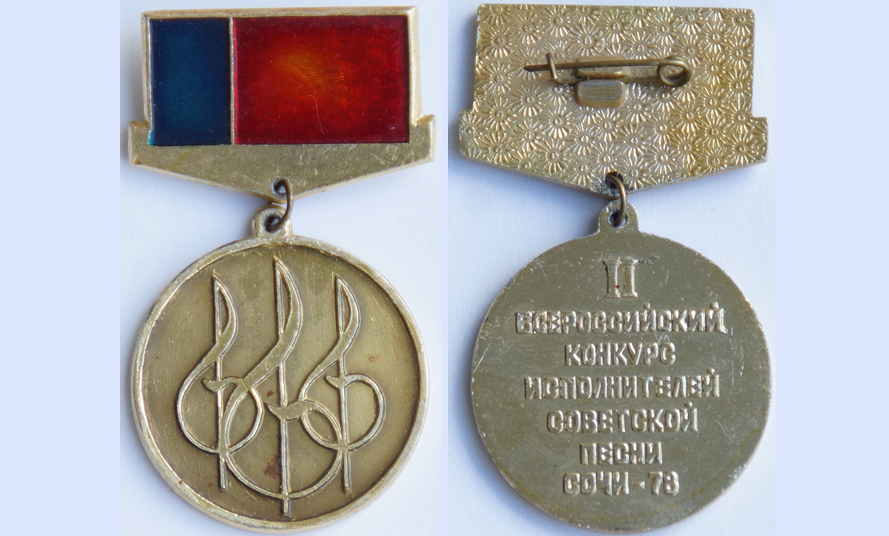
Всероссийский конкурс исполнителей советской песни Сочи-78

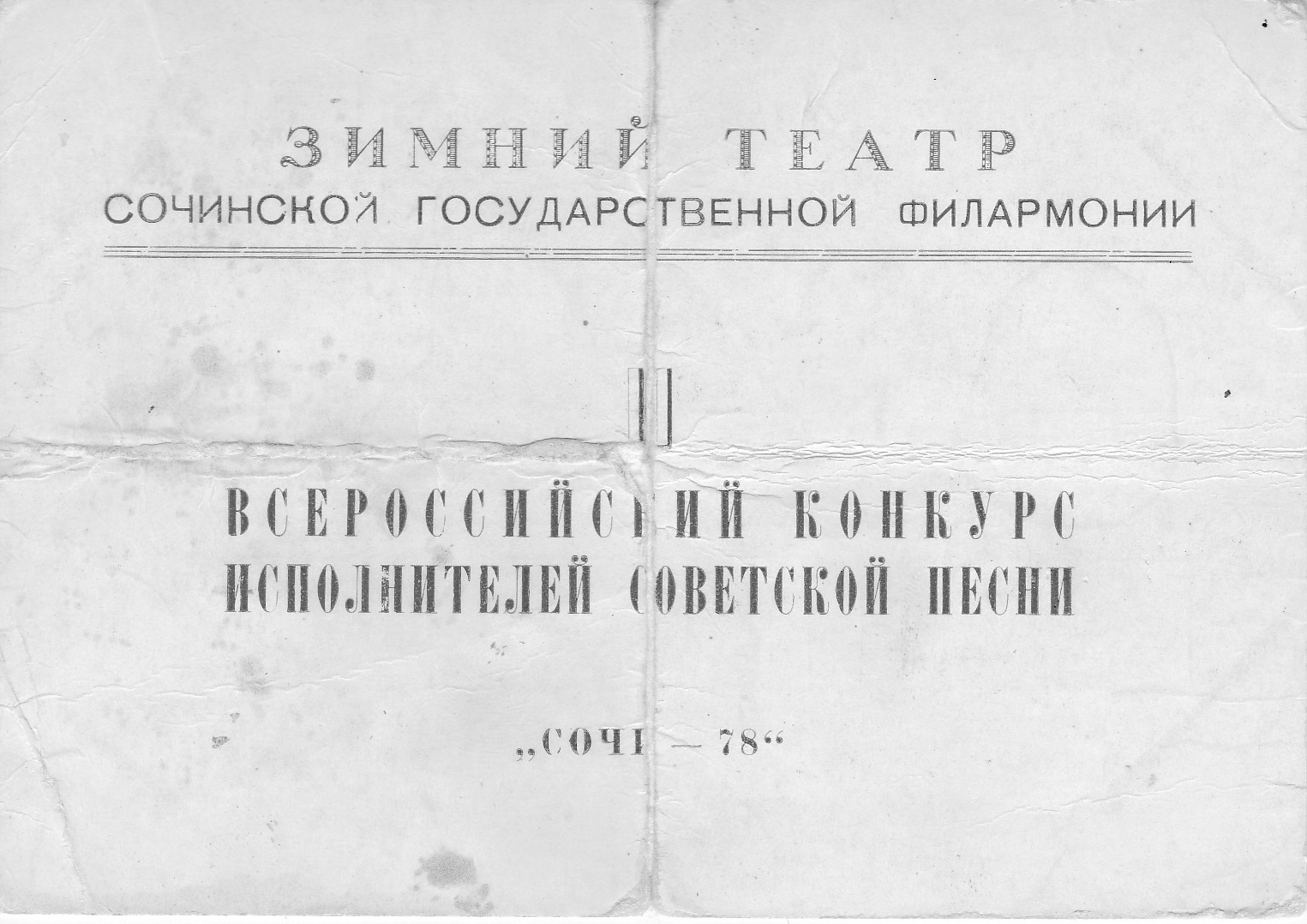
Пропуск в Зимний театр на II Всероссийский конкурс исполнителей советской песни Сочи-78

Так же в конкурсной программе была исполнена и ещё одна всенародно любимая песня — «Лейся, песня на просторе» (музыка В. Пушкова — слова А. Апсалона). В 1936 году эта песня прозвучала в кинофильме «Семеро смелых».
Ансамбль сделал чудесный музыкальный подарок присутствующим, исполнив «Ой, мороз, мороз» всем составом «а капелла».
Состав ВИА «Лейся, песня», ставший обладателем I-й премии II-го Всероссийского конкурса исполнителей советской песни «Сочи-78»: Художественный руководитель — Михаил Шуфутинский; Артисты: Юрий Захаров; Владимир Калмыков; Владислав Андрианов; Владимир Ефименко; Марина Школьник; Анатолий Мешаев; Борис Платонов; Максим Капитановский; Юрий Иванов; Валентин Мастиков; Виктор Горбунов. Вокально-инструментальный ансамбль «Лейся, песня» становится всенародно любимым.

«…После завершения конкурса и гала-концерта, мы улетели на гастроли в г. Бердянск. Мы работали в одном городе при „битковых“ аншлагах несколько дней подряд!!! Представить такое сегодня просто невозможно! А тогда такое было в порядке вещей!…»— Владимир Ефименко (из интервью газете АИФ)
- О песне «Обручальное кольцо»:

Мы записывали большое количество песен-заставок к различным телепередачам. Особенно памятна мне запись песни «Обручальное кольцо», впоследствии ставшей неофициальным гимном молодоженов. Летом 1980 года, мы прилетели в Москву с гастролей и сразу поехали на ТЦ Останкино в «Тон-ателье». Владимир Яковлевич Шаинский уже ждал нас в студии. Глядя на него из студии через стекло аппаратной, мы с Мариной, находясь у микрофона, невольно улыбались. Наверное, поэтому песня получилась лёгкой, воздушной. По-другому и не могло быть, ведь слова поэта Рябинина придавали ей эту лёгкость. Эта песня объединяет поколения, ведь на концертах люди нашего поколения и молодежь поют ее вместе с нами.
.